# НПО «Прибор» имени С. С. Голембиовского
АО «НПО «Прибор» имени С.С.Голембиовского» — компания российского ВПК, головной разработчик малокалиберных боеприпасов для всех видов и родов войск Вооруженных сил страны. 
Штаб-квартира расположена в Москве. Входит в состав холдинговой компании НПК «Техмаш» государственной корпорации Ростех.
Из-за вторжения России на Украину компания находится под санкциями Евросоюза, США, Канады и ряда других стран.

## История
В соответствии с приказом народного Комиссара боеприпасов Союза ССР за 14с от 5 ноября 1941 года был образован завод № 398 по производству взрывателей и снаряжения боеприпасов. Уже в декабре 1941 года завод поставил Красной Армии 75 000 изделий.
В дальнейшем предприятие не раз меняло своё наименование:
с 1945 года КБ-398,
с 1947 — ГСКБ-398,
1962 — НИИП,
с 1977 — НПО «Прибор», ФГУП "ФНПЦ «Прибор»,
с 2019 - АО «НПО «Прибор» имени С.С.Голембиовского».
Постановлением Правительства Российской Федерации от 1 июля 1998 года[каким?] предприятию был присвоен статус Федерального научно-производственного центра. Министерство экономики Российской Федерации приказом от 4 ноября 1998 года № 428 утвердило новый Устав предприятия с одновременным переименованием его в Федеральное государственное унитарное предприятие «Федеральный научно-производственный центр „Прибор“» (ФГУП «ФНПЦ „Прибор“»).
В 2008 году ФГУП «ФНПЦ „Прибор“» назначен головной организацией холдинга «НПО „Прибор“» в составе 7 предприятий по разработке и производству боеприпасов к автоматическим пушкам, автоматическим, ручным и подствольным гранатометам, пиропатронов для систем катапультирования, а также по разработке отдельных систем боеприпасов с элементами искусственного интеллекта.
В соответствии с Федеральным законом «О науке и Государственной научно-технической политике» ФГУП «ФНПЦ „Прибор“» получает государственную аккредитацию научной организации.
В соответствии с Распоряжением ТУ Росимущества в г. Москве № 862 от 27.06.2011 г.,
№ 815 от 18.06.2012 г. Федеральное государственное унитарное предприятие "Федеральный научно-производственный центр «Прибор» преобразовано в открытое акционерное общество «Научно-производственное объединение „Прибор“».
В сентябре 2019 года по предложению коллектива и ветеранов решением собрания акционеров АО «НПК „Техмаш“» предприятию было присвоено имя Станислава Голембиовского, более 20 лет успешно руководившего коллективом .

## Структура холдинга
АО "НПО «Прибор» входят в состав государственной корпорации «Ростех».
В состав холдинговой структуры АО "НПО «Прибор» вошли:
1. АО «НПО «Прибор» имени С.С.Голембиовского», г. Москва
2. ОАО «ПО Завод им. Серго», Республика Татарстан
3. ОАО «Кемеровский механический завод», Кемерово
4. ОАО «Сигнал», Челябинск
5. АО «НИИИ»,  Московская область, г.Балашиха,
6. ОАО «Нижнеломовский электро-механический завод», Пензенская область
7. ОАО "Бийское производственное объединение «Сибприбормаш», Алтайский край, г.Бийск

Это один из пяти холдингов, в которые в 2012 году была объединена оборонная промышленность России. Предполагалось, что он будет отвечать за патронные заводы.

## Продукция

### Продукция военного назначения
Боеприпасы: к малокалиберным автоматическим пушкам, к автоматическим гранатомётам, к подствольным и ручным гранатомётам;
взрыватели боеприпасов;
выстрелы к автоматическим малокалиберным пушкам;
выстрелы ближнего боя к автоматическим гранатомётам.

### Продукция гражданского назначения
Медицинское, экологическое, технологическое, пищевое оборудование, оборудование для агропромышленного комплекса, торговое оборудование.
На совещании в Саратове директоров предприятий, входящих в ГК «Ростехнологии», в 2011 году предлагалось этим оборонным предприятиям, в том числе НПО «Прибор», увеличить выпуск гражданской продукции в условиях дефицита военных заказов и рыночной экономики.